# Toyota WISH
Der Toyota WISH ist ein Kompaktvan, den der japanische Automobilhersteller Toyota zwischen 2003 und 2017 in zwei Generationen produzierte. Er war mit sechs oder sieben Sitzplätzen erhältlich und ist mit einem 1,8 l-R4-Motor oder einem 2,0 l-R4-Motor ausgestattet. In der Toyota-Modellpalette steht der WISH zwischen dem kleineren Spacio und dem größeren Ipsum.
Außer in Japan wurde der WISH noch in Thailand (für die Märkte in Thailand, Malaysia und Singapur) und Taiwan (nur für den Markt in Taiwan) gefertigt.

## 1. Generation (2003–2008)

### 2003
Der WISH wurde unter dem Codenamen "760N" von einem Team unter der Führung des Chefingenieurs Takeshi Yoshida entwickelt und wurde der Öffentlichkeit erstmals auf der Tokyo Motor Show im Oktober 2002 vorgestellt. Am 20. Januar 2003 kam der Wagen mit einer massiven Werbekampagne mit der japanischen Popsängerin Hikaru Utada in Japan eingeführt. Im TV-Spot war das Lied Colors zu hören, und sein Start fiel mit der Veröffentlichung von Utadas neuer CD-Single zusammen. Der Wagen wurde mit dem Slogan „Wish Comes True“ (Ein Wunsch wird wahr) vermarktet.
Die Frontantriebsversion (Code-Nr. ZNE10G) und die Allradantriebsversion (Code-Nr. ZNE14G) hatten beide den 1,8 l-Reihenvierzylindermotor mit 132 bhp (97 kW) Leistung und einem Drehmoment von 170 Nm. Es gab ihn nur mit 4-stufiger Automatik. Eine 2,0 l-Version dieses Motors (Code-Nr. ANE11W für den Sechssitzer und Code-Nr. ANE10G für den Siebensitzer) wurde im April 2003 nachgeschoben. Dieser Motor, Typ Toyota 1AZ-FSE, liefert eine Leistung von 155 bhp (114 kW) und ein Drehmoment von 192 Nm. Die Modelle mit diesem 2,0 l-Direkteinspritzer (2.0D-4) gibt es nur mit stufenlosem Getriebe (CVT).
Der WISH war auf seinem Heimatmarkt extrem erfolgreich und erreicht häufig einen der ersten fünf Plätze in der Zulassungsstatistik. Er erschütterte auch die Verkaufszahlen seiner Wettbewerber, wie dem Honda Stream, dem Mazda Premacy und dem Mazda5. Im Dezember 2003 erschien der WISH auch als örtlich montiertes Modell in Thailand. Das thailändische unterscheidet sich vom japanischen Modell nur geringfügig:
- Alle Modelle haben die Kotflügel des 2.0Z
- Alle Modelle haben 17”-Felgen (wie beim 2.0Z)
- Es wird der gleiche 1AZ-FE-Motor wie beim Camry für die ASEAN-Staaten eingebaut, anstatt des 1AZ-FSE-Motors.
- Keine getönten Scheiben (mit Ausnahme der Grauimport-Fahrzeuge)
- Serienmäßige Lederausstattung im 2.0Q
- Das Frontantriebsmodell hat die hintere Radaufhängung des japanischen Allradantriebsmodells an doppelten Querlenkern serienmäßig, anstatt der Aufhängung an Torsionsstäben.

### 2004
Im November 2004 kam der WISH in Taiwan heraus. In diesem Markt wird der Wagen mit dem Werbeslogan "No Rules!" (keine Regeln!) in einem in New York spielenden TV-Spot vermarktet. Im taiwanischen Modell wird der gleiche Motor eingebaut wie im thailändischen. Außerdem unterscheidet sich die Taiwan-Version in einigen äußeren Details: Es gab eine neue Front, neue LED-Rückleuchten, in den hinteren Stoßfänger eingelassene Rückstrahler, Seitenschutzleisten in Wagenfarbe oder verchromt und einen verchromten Nummernschildhalter hinten. Anders als beim japanischen Modell wird die taiwanische Variante ohne die Beschriftung WISH ausgeliefert. Als Sonderausstattung sind Parksensoren, ein doppeltes Glasschiebedach und Ledersitze erhältlich. Auch ist der taiwanische WISH mit beiger Innenausstattung lieferbar, die in Japan und Thailand nicht verfügbar ist.

### 2005

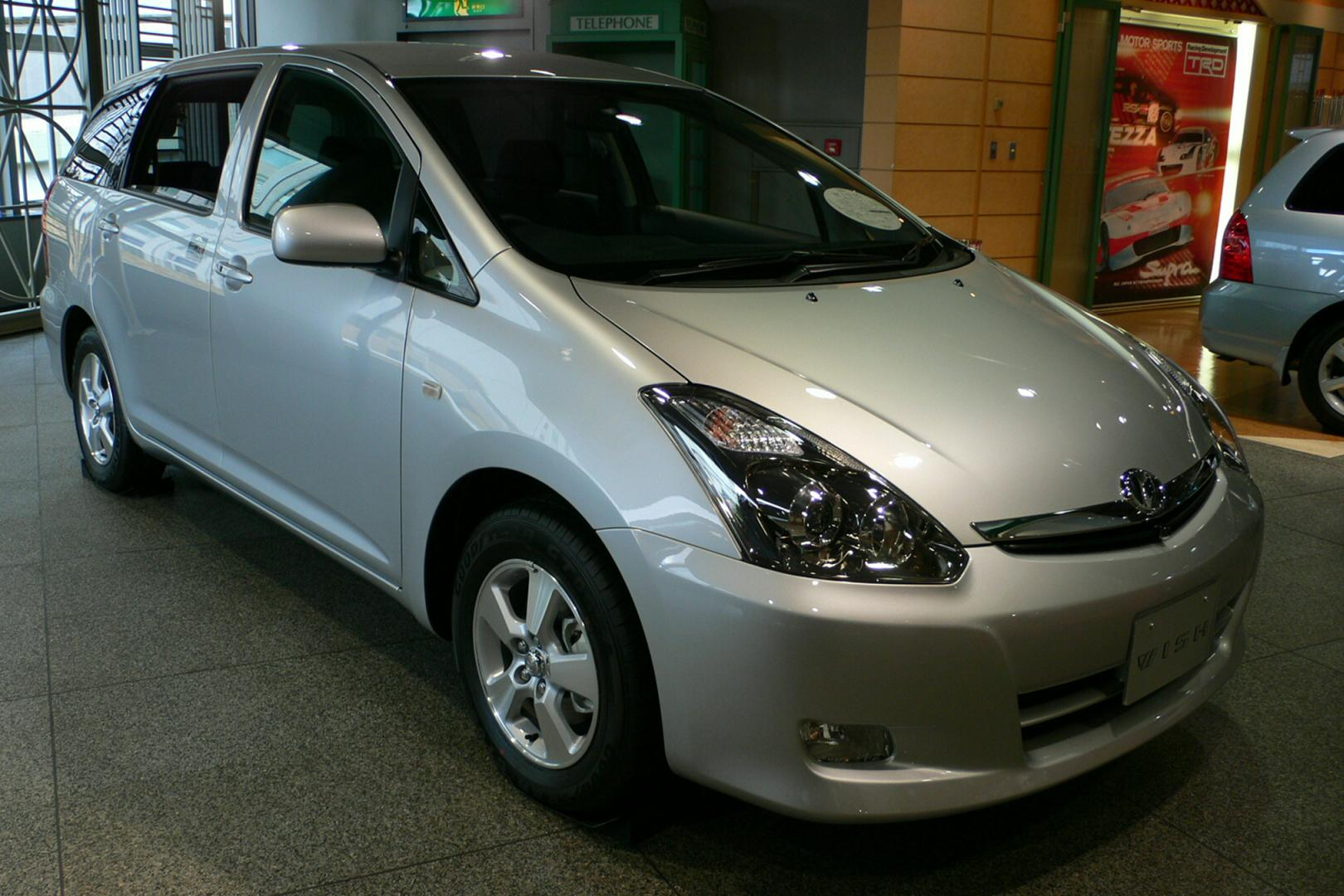
Toyota WISH 2.0G (Japan, 2005)

Der Wagen war in Japan ein großer Erfolg und führte regelmäßig die Bestsellerlisten an, was für einen Kompaktvan nicht selbstverständlich ist. Ende 2005 wurde der WISH überarbeitet. Das ursprüngliche Modell war gut konstruiert und so waren nur einige kleinere Änderungen nötig. Es gab neue Scheinwerfer, neue Stoßfänger, LED-Rückleuchten und ein neues Armaturenbrett mit neuen Bedienelementen für die Klimaanlage und das Automatikgetriebe. Der 2.0Z bekam eine siebenstufige Automatik. Da die Änderungen nur geringfügig waren, blieb auch der Benzinverbrauch, der geringste in seiner Klasse, gleich. Auch war der WISH Modell 2005 das dritte Modell, das exklusiv im neuen Toyota-NETZ-Händlernetz verkauft wurde. Dabei wurde das für den WISH typische Frontemblem W durch das NETZ-Oval (wie beim Vitz und Ist ab 2005) ersetzt. Das neue elektronische Gaspedal des WISH wurde mit gemischten Gefühlen von den Kunden aufgenommen; es hieß, dass das ursprüngliche, mechanische Gaspedal des 2003er-Modells schneller reagierte. Antrieb und Motoren bleiben gleich.
Ab 2007 wurden bei dem japanischen Modellen das Toyota-Navigationssystem G-BOOK und Telematik als Sonderausstattung eingeführt.

## 2. Generation (2009–2017)

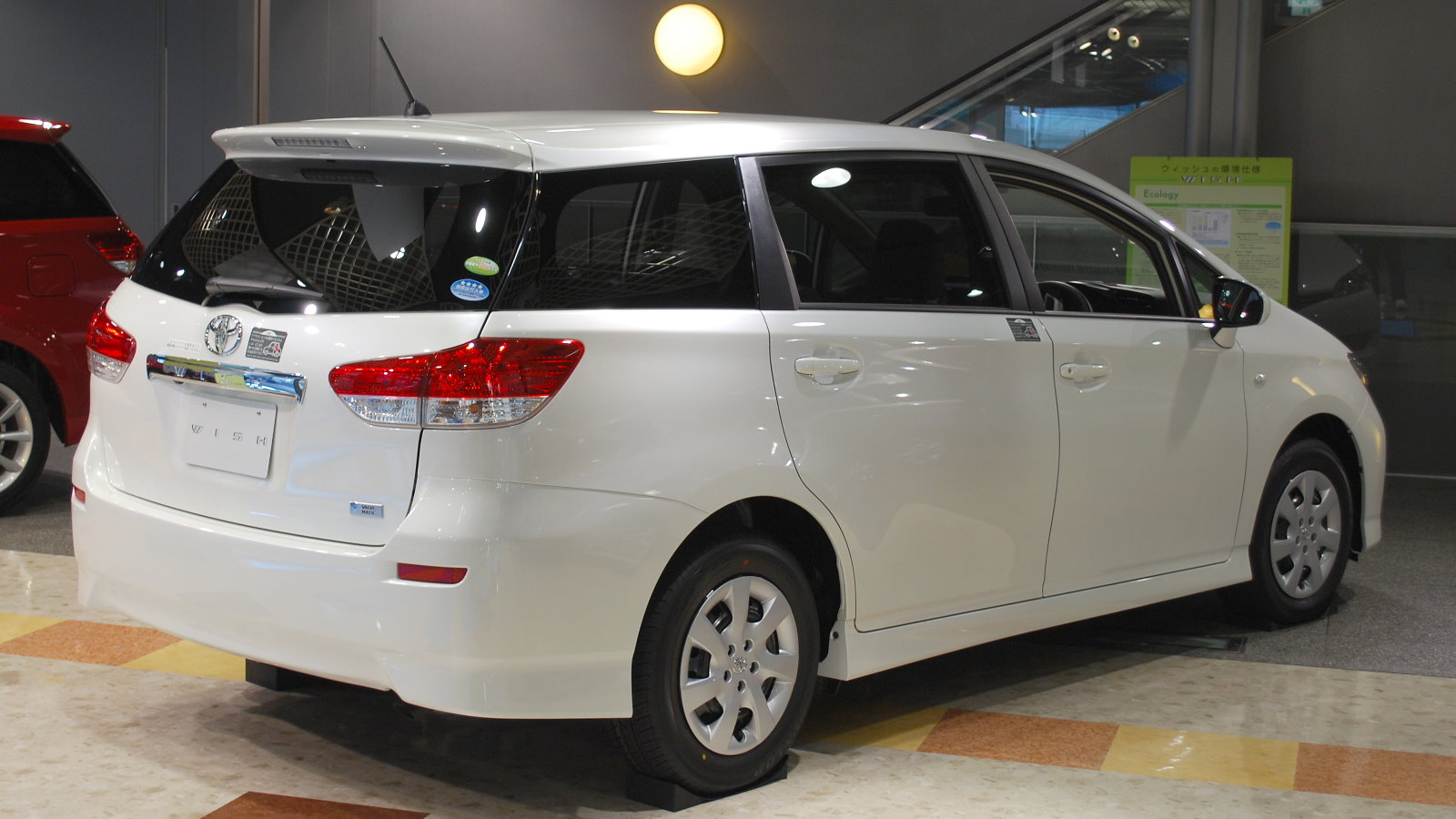
Heckansicht

Ab April 2009 gab es in Japan die zweite Generation des WISH. Als Antrieb dienen der 1,8 l-R4-Motor mit doppelter variabler Ventilsteuerung (Dual-VVTi), Typ 2ZR-FAE, oder der 2,0 l-R4-Motor mit Dual-VVTi, Typ 3ZR-FAE. Alle Modell haben die neue siebenstufige Super-CVTi-Automatik.

### Technische Daten
|                                             | 1.8 VVT-i (Singapur)               |
| Bauzeitraum                                 | 2009–2017                          |
| Motorkenndaten                              |                                    |
| Motortyp                                    | R4-Ottomotor                       |
| Hubraum                                     | 1798 cm³                           |
| max. Leistung bei min−1                     | 105 kW (143 PS) / 6200             |
| max. Drehmoment bei min−1                   | 173 Nm / 4000                      |
| Kraftübertragung                            |                                    |
| Antrieb, serienmäßig                        | Vorderradantrieb                   |
| Getriebe, serienmäßig                       | siebenstufige Super-CVTi-Automatik |
| Messwerte                                   |                                    |
| Höchstgeschwindigkeit                       | 180 km/h                           |
| Beschleunigung, 0–100 km/h                  | 11,3 s                             |
| Kraftstoffverbrauch auf 100 km (kombiniert) | 6,8 l Super                        |
| CO2-Emissionen (kombiniert)                 | 159 g/km                           |
| Leergewicht                                 | 1355–1380 kg                       |
| Tankinhalt                                  | 60 l                               |